# محمد مرتضى
محمد وسام عدنان المرتضى (1972 -) سياسي لبناني يشغل منصب وزير الثقافة في حكومة نجيب ميقاتي منذ سبتمبر 2021.